# Fable
Fable är ett action-datorrollspel som utvecklades av Lionhead Studios och gavs ut av Microsoft Game Studios för Xbox den 14 september 2004. Under hösten 2005 kom en förlängd version till både Xbox, Microsoft Windows och Mac OS med namnet Fable: The Lost Chapters. I denna version av spelet finns fler uppdrag, vapen och byar att besöka. En Xbox 360-version av spelet släpptes den 4 december 2007.
Spelet handlar om en pojke som bor på landsbygden i landet Albion. Efter att hans familj mördas av banditer och hela byn bränts ner tar en mystisk man kallad Maze honom till The Heroes Guild där pojken tränas till att bli en mäktig krigare, trollkarl, eller pilbågsskytt. Genom spelets gång väljer man sin egen historia genom att göra onda eller goda gärningar. 

## Handling
Spelaren antar rollen som en pojke, som växer upp i byn Oakvale med sin far och sin syster Theresa. En dag attackeras Oakvale av banditer. Pojkens far mördas, och hans syster antas ha omkommit. En man som heter Maze räddar pojken och för honom till Heroes Guild, där pojken själv tränas till att bli en "Hero" som Maze. Efter år av träning är pojken färdig med sin träning, och beger sig nu ut i världen för att ta sig an olika Quests. Spelaren kan ibland välja att antingen göra "onda" eller "goda" Quests, och med olika handlingar blir huvudkaraktären känd som en god eller ond Hero. Med tiden lär han sig mer om vad som egentligen hände med hans familj, och varför hans by attackerades när han var barn. 

## Utveckling av spelkaraktären
Under spelets gång har man möjlighet att välja kläder, vapen, tatueringar, olika frisyrer och ansiktsbehåring. Hur man väljer bland dessa ger utslag i ond vs. god- vågen. Det betyder att mörka utstyrslar, långt skägg och långt hår gör hjälten skrämmande för andra människor i spelet. De ljusare kläderna i kombination med renrakat ansikte gör däremot att andra ser spelaren som en god, attraktiv hjälte. Även mat och dryck kan påverka hjältens utseende. Om du äter för mycket blir du tjock, dricker du för mycket öl blir du berusad. När du väl börjar luta åt det goda hållet kan en gloria börja lysa runt ditt huvud och fjärilar flyger kring dig. Är du däremot ond börjar horn växa ur hjältens panna och människor flyr när de ser honom.
Det är möjligt att utveckla ett socialt liv om man så önskar med spelets karaktärer. Ger du presenter till personer kommer de tycka bättre om dig. Du kan gifta dig med någon som är förälskad i dig, "rulla runt i sänghalmen", skilja dig, spela spel, köpa bostäder och bedriva byteshandel. Spelaren kan också begå illdåd som att ha ihjäl människor, vandalisera byggnader, stjäla, och bete sig otrevligt mot spelets karaktärer. Beter du dig riktigt illa kan du bli bannlyst från byar eller bli tvungen att betala böter.

## Erfarenhetspoäng och nivåer
I Fable uppgraderar du din hjältes förmågor med hjälp av experience (erfarenhetspoäng) som du samlar in från fiender efter att ha besegrat dem i strid. Din experience fördelas efter tre förmågor:
- Strength (Styrka)
- Skill (Skicklighet)
- Will (Vilja, en sorts magi)

Poäng i Strength får du genom att använda exempelvis svärd eller knytnävarna. Skill får du genom bågskytte, byteshandel som resulterar i vinst eller genom att stjäla utan att någon ser det. Om du använder magi och trollformler får du poäng i Will.
När du har samlat en viss mängd experience kan du öka din hälsa, styrka, skicklighet, träffsäkerhet, öka kraften i trollformler eller öka magimätaren.

## Vapen i Albion
Det finns tre sorters vapen i Albion; lätta, tunga och de med räckvidd. Vapen kan förbättras med så kallade augmentations, som ger olika effekter beroende på vilken augmentation som applicerats på vapnet. Vapen kan köpas, eller hittas. Vissa vapen är Legendariska, och dessa går inte att köpa. De måste hittas eller så måste hjälten utföra någon särskild handling för att få vapnet.
Legendariska vapen
Arken's Crossbow – Finns i en kista vid Greatwood Lake som kräver 15 silver keys för att öppnas.
Avos Tear – Spelaren måste hitta boken 'A story of the Guild' i Mazes rum. Därefter kan du få vapnet från gravarna i Heroes Guild. Detta vapen kan man bara få i Fable: The Lost Chapters.
Cutlass Bluetane – Du får den om du öppnar en Demon Door i Greatwood Caves. För att öppna den måste du prata med den när du har en Combat Multiplier över 14.
Dollmaster's Mace – Finns bakom en Demon Door i Abandoned Road. För att öppna den måste du först visa dig för dörren i Bright Plate Outfit, sedan i Will Masters Dark Outfit, och till sist i Bandit Outfit.
Katana Hiryu – Finns i en silver key-kista i Bowerstone Manor. Den här kistan kan bara öppnas när uppdraget Mayor's Invitation är avklarat och kistan kräver15 silver keys för att öppnas.
Frying Pan – Det här vapnet är en "nedgrävd skatt" som det finns ledtrådar till. Den är nedgrävd vid ladan i Orchard Farm. Du kan gräva upp den utan att först hitta alla ledtrådar, men då blir den sämre och har inte plats för lika många augmentations.
Murren's Greataxe – Det här brukade vara Scarlet Robes, hjältens mammas vapen. Du får den om du öppnar en silver key-kista i fyren vid Hook Coast. Du behöver 15 silver keys för att öppna den.
Murren's Greathammer – Du får den om du öppnar en silver key-kista i Heroes Guild. Du behöver 20 silverkeys för att öppna den.
Orkon's Club – Den finns i en vanlig kista vid Archon's Shrine. Detta vapen kan man bara få i Fable: The Lost Chapters
Ronok the Axe – Den finns bakom en Demon Door i the Grey House. För att kunna öppna den så måste du gifta dig med Lady Grey.
Skorms Bow – Du får den om du offrar tillräckligt många personer vid Chapel of Skorm.
Sword of Aeons – Detta svärd får man i slutet på grundspelet efter att ha besegrat Jack of Blades, förutsatt att hjälten offrar sin syster Theresa.
The Avenger – Finns i en silver key-kista vid the Lost Bay. Du behöver 30 silver keys för att öppna den. Detta vapen kan man bara få i Fable: The Lost Chapters
The Bereaver – Du får den om du öppnar en Demon Door i Necropolis. För att öppna den så måste du ge den alla dina silver keys. Detta vapen kan man bara få i Fable: The Lost Chapters.
The Harbringer – Svärdet i stenen. Den finns vid the Temple of Avo. För att dra ut det måste du ha fullt i physique, health och toughness.
The Sentinus – En spikklubba som du får om du donerar mycket pengar till Temple of Avo.
Wellow's Pickhammer – Du får den om du öppnar en Demon Door i Greatwood Gorge. För att öppna den så måste du utföra en ondskefull handling, värd 50 evil points.

## Trollformler
I Fable finns det tre sorters trollformler. Anfall, omgivning och kroppslig, med underkategorier i vardera.

## Anfallstrollformler
- Enflame: En eldattack som attackerar alla runt om en.
- Fireball: En eldboll som blir kraftigare ju högre nivå man når.
- Battle Charge: Hjälten gör en snabb framstöt och knuffar omkull fienden.
- Multi Strike: Ger ett vapen möjlighet att attackera flera måltavlor samtidigt.
- Lightning: Framkallar en blixt. Ju högre nivå desto fler måltavlor träffas.

## Trollformler som påverkar omgivningen
- Force Push: Energivåg som knuffar bort fienden.
- Turncoat: Charmar fienden och får denne att hjälpa hjälten.
- Slow Time: Omgivningen rör sig i ultrarapid medan hjälten rör sig som vanligt.
- Drain Life: En ond trollformel som suger ut livet ur en fiende och ger det till hjälten.
- Summon: Frammanar monster som anfaller fiender.

## Kroppsliga trollformler
- Physical Shield: En sköld som minskar magin istället för hälsan om spelaren blir träffad.
- Berserk: En ond trollformel som gör att hjälten går bärsärkagång och blir mycket stark.
- Assassin Rush: Hjälten rusar fram snabbt bakom fienden för att sedan hugga denne i ryggen.
- Heal Life: Minskar magin och höjer hälsan. Kan ges till utomstående.
- Ghost Sword: Frammanar flera svärd som anfaller fienden.

## Urval av fiender
- Skalbaggar

Den första fienden du möter i spelet.
- Getingar

Ganska stora Getingar som attackerar i grupp. De har oftast inte så mycket liv.
- Hobbes

De här korta tjocka varelserna attackerar dig med klubbor och yxor, vissa med magi. 
- Banditer

De kan använda både svärd och pilbåge, och blir starkare ju längre in i spelet du möter dem.
- Nymfer

De här flygande varelserna har förmågan att skjuta klängväxter på dig och att framkalla andra monster.
- Levande döda

De här fienderna möter du inte förrän ganska sent i spelet. De kommer upp från marken och fortsätter ofta dyka upp i mängder tills spelaren besegrat ett stort antal av dem.
- Troll

De här trollen finns i två varianter, tre i The Lost Chapters. Jordtroll är stora monster som tål ganska mycket skada, medan Stentroll är några av de farligaste fienderna i spelet. Stentrollen är väldigt tåliga och spelaren tar mycket skada av dess attacker. Istrollen, som bara finns i The Lost Chapters, har väldigt snabba attacker. De är känsliga för attackerna Fireball och Enflame. Vapen med Fire Augmention är också effektiva.
- Minions

En del av Jack of Blades trupper. Väldigt starka, väldigt mycket liv och samtidigt väldigt snabba attacker.
- Balveriner

De här fienderna är Fables varulvar och de slår väldigt snabbt.